# 吴开春
吴开春（1961年2月—），空军军医大学第一附属医院西京医院消化内科主任医师，从事消化疾病等方面的研究。中华人民共和国教育部第六批“长江学者”特聘教授，担任多个知名期刊编委。曾参与“ 973 ”、“ 863 ”等多个重点项目，曾获得多项国家发明专利、获得中国国家科技进步一等奖等奖项。

## 生平
曾在諾丁漢大學攻读博士后，先后在牛津大学和美国西北大学做访问学者，后就职于空军军医大学西京消化病医院。

## 学术兼职
担任《Alimentary Pharmacology & Therapeutics》、《Chin Med J》、《J Dig Dis》、《中华内科杂志》、《中华消化杂志》、《中华消化内镜》、《解放军医学杂志》等杂志的副主编和编委。
担任世界胃肠病学组织常务理事、亚太胃肠病学组织常务理事、中华医学会消化系病学分会副主任委员、中国医师协会消化内科分会副会长、中国医药生物技术协会组织生物样本库分会副主任委员等职。